# 패밀리 플랜
《패밀리 플랜》(영어: The Family Plan)은 2023년 공개된 사이먼 케슬런 존스 감독의 미국의 액션 코미디 영화이다. 마크 월버그가 주인공을 맡고 본인 제작사인 뮤니시펄 픽처스를 통해 제작에도 참여하였다. 그 외에 미셸 모너핸, 매기 큐 등이 출연하였다.

## 줄거리
전 정부 소속 암살자 댄은 자동차 판매원으로 일하며 버펄로 교외에서 자신의 과거를 전혀 모르는 아내 제시카, 세 자녀와 조용히 살고 있다.
그러나 유원지에서 한 일반인 무리가 댄과 제시카를 배경으로 사진을 찍고 이를 소셜 미디어에 게시하면서 자연스레 신변이 노출되고 전 고용인 매캐프리가 위협하기 시작하는데...

## 출연
- 마크 월버그 - 댄 모건 역
- 미셸 모너핸 - 제시카 모건 역
- 키어런 하인즈 - 매캐프리 역
- 조이 컬레티 - 니나 모건 역
- 밴 크로즈비 - 카일 모건 역
- 매기 큐 - 궨 역
- 조이너 루커스 - 쿠건 역
- 라티프 크라우더 - 넥 태투 역
- 사이드 타그마우이 - 오기 역
- 발키레이 - 본인 역